# Xing Xing Cheng
Xing Xing Cheng est une comédienne et dramaturge chinoise vivant en France.

## Biographie
Elle est la fille de cadres du Parti communiste chinois.
Xing Xing Cheng a étudié la littérature chinoise à l’université de Pékin, où elle se trouve quand éclate la révolution culturelle. Le 25 mai 1966, la lecture d"une affiche murale à l'université de Pékin, un dazibao signée de plusieurs professeurs traitant le directeur de l'université d'ennemi de la révolution, la conduira à participer à la révolution culturelle. Pendant 10 ans, elle a été garde rouge, et fut contrainte de frapper ses professeurs, et de renier son fiancé.
Elle monte une pièce de théâtre en Chine en 1985 sur le socialisme, mais sera critiquée en Chine où sa pièce sera rejetée. Puis elle écrira une autre pièce, Lac sans nom, qui sera jugé anticommuniste en Chine.
À la suite des événements de Tian'anmen, elle décide de quitter Pékin en janvier 1991 pour s'installer en France.
En 1999, elle témoigne au cours d'un entretien publié dans L'Humanité des souffrances de la Révolution culturelle qui a blessé trois générations : celle de ses parents, la sienne et celle de son fils. Elle publiera une trilogie sur le thème de cette triple blessure,.

## Filmographie

### Cinéma
- 2003 : Fureur de Karim Dridi : la tante
- 2003 : La Vie nue de Dominique Boccarossa : la mère de Juliette
- 2003 : Ripoux 3 de Claude Zidi : Madame Chen
- 2005 : Le Démon de midi de Marie-Pascale Osterrieth : Li
- 2005 : Les Mauvais Joueurs de Frédéric Balekdjian : la mère de Lin
- 2006 : Paris, je t'aime, segment Porte de Choisy de Christopher Doyle : la femme chinoise
- 2010 : Le Mac de Pascal Bourdiaux : la restauratrice chinoise
- 2012 : Mes héros d'Eric Besnard (scènes coupées)
- 2012 : Le Vœu (court-métrage) de Qiaowei Ji : la grand-mère
- 2014 : Sous les jupes des filles d'Audrey Dana : la patronne de café
- 2015 : Je suis à vous tout de suite de Baya Kasmi : la client qui veut un jacquier
- 2015 : L'Homme le plus beau du monde (court-métrage) de Maia Thiriet : Yulan
- 2016 : Arrête ton cinéma ! de Diane Kurys : Lili
- 2016 : La Mère amère d'Olivier Meys : la grande sœur
- 2017 : Santa et Cie d'Alain Chabat : la grand-mère chinoise
- 2017 : Master of the Classe (court-métrage) de Carine May et Hakim Zouhani : la grand-mère d'Eric
- 2018 : Le Flic de Belleville de Rachid Bouchareb : la propriétaire de la boutique
- 2018 : Néréides (court-métrage) de Jordane Oudin : la tante
- 2018 : Une histoire de Jeannot (court-métrage) de Nicolas Bianco-Levrin et Julie Rembauville : Mademoiselle Li
- 2019: Tanguy, le retour d'Étienne Chatiliez : la mère de Malin
- 2019 : Made in China de Julien Abraham : Grand Ma Bin
- 2019 : The Last Farewell (court-métrage) de Zhehui Cao : Master
- 2020 : La Nuit venue de Frédéric Farrucci : la mère de Jin
- 2020 : Terrible jungle de Hugo Benamozig et David Caviglioli : la mère de Wong
- 2021 : Les Olympiades de Jacques Audiard : la grand-mère d'Emilie
- 2022 : La Très Très Grande Classe de Frédéric Quiring : Madame Wong Gang
- 2023 : Vermines de Sébastien Vaniček : Madame Zhao

### Télévision
- 2003 : PJ (série télévisée), saison 7, épisode 1 Délices de Chine de Brigitte Coscas : Madame Ho
- 2004 : Groupe Flag (série télévisée), saison 2, épisode 2 Les Marchands de sommeil d'Etienne Dhaene : la mère d'Elisa
- 2004 : Un petit garçon silencieux (téléfilm) de Sarah Lévy : la passagère chinoise
- 2007 : PJ (série télévisée), saison 12, épisode 2 Patrons et Monstres de Claire de La Rochefoucauld : Li Li
- 2010 : Belleville Story (téléfilm) d'Arnaud Malherbe : Mian

- 2012 : Scènes de ménages (série télévisée) : la vieille dame chinoise chez Marion et Cédric
- 2012 : Trafics (série télévisée), épisode L'Affaire Chang d'Olivier Barma : la caissière de la superette chinoise
- 2014 : La Déesse aux cent bras (téléfilm) de Sylvain Monod : l'acheteuse chinoise
- 2014 : Coup de cœur (téléfilm) de Dominique Ladoge : Maï Li
- 2023 : HPI (saison 3, épisode 7 « Tonnerre ! » de Djibril Glissant) : grand-mère Zhao

## Théâtre
- 2006 : La Trilogie d’une chinoise (Rêve rouge, Rêve doré, Rêve bleu)